# Sverniciatore
Per sverniciatore si intende un prodotto, solitamente chimico, che agisce sulla vernice sino a farne venir meno la sua adesione ad una superficie.
Esistono due principali metodi di sverniciatura:
- Sverniciatura a caldo: un tipo molto comune è la sverniciatura a caldo effettuata con una pistola termica (una sorta di phon molto più potente di quello comune) che viene passata sulla vernice, la quale si dilata e si frattura, in modo tale da essere rimossa manualmente tramite un raschietto; prima dell'introduzione delle pistole termiche veniva solitamente effettuata utilizzando fiamma viva generata da un cannello a gas.
- Sverniciatura chimica: è un tipo di sverniciatura che prevede l'applicazione sulla superficie da sverniciare di un composto chimico aggressivo nei riguardi dello strato di vernice, rimosso poi manualmente tramite un panno o della lana d'acciaio. Il solvente comunemente utilizzato in quel composto, detto sverniciatore in gel, fino all'anno 2011 era il cloruro di metilene che è stato vietato per la sua tossicità.

Vi sono anche altri metodi più artigianali come l'utilizzo di solventi idonei a sciogliere la vernice.
Per fare un esempio: acetone, diluente nitro o sintetico, acquaragia, etc; un altro metodo di sverniciatura, impiegato soprattutto in campo edile, è quello a sabbia che si esegue spruzzando ad alta pressione - per mezzo di un compressore - sabbia finissima sulla superficie da trattare.